# Karamjit Anmol
 (octobre 2017).
Karamjit Anmol (en pendjabi : ਕਰਮਜੀਤ ਅਨਮੋਲ) est un comédien, chanteur et acteur pendjabi indien né à Sunam. Il est surtout connu pour ses rôles dans les blockbusters pendjabis Jatt & Juliet (en) (2012), Disco Singh (en) (2014), ainsi que dans les comédies théâtrales Just Laugh Baki Maaf et Naughty Baba In Town, représentées notamment au Canada, aux États-Unis, en Nouvelle-Zélande et en Australie.

## Discographie

### Bande-originale de film
| Année | Titre                    | Notes         |
| ----- | ------------------------ | ------------- |
| 2013  | Jatt Boys Putt Jattan De | Yaara Ve Yara |

## Filmographie
| Année | Film                              | Rôle            | Notes                                                    |
| ----- | --------------------------------- | --------------- | -------------------------------------------------------- |
| 2011  | Jihne Mera Dil Luteya             | Karma           |                                                          |
| 2012  | Jatt & Juliet                     | Natha Vichola   |                                                          |
| 2012  | Carry On Jatta                    | Tajji veer      |                                                          |
| 2012  | Sirphire                          | kaala           |                                                          |
| 2013  | Jatt Airways                      | Mika Badmaash   |                                                          |
| 2013  | Daddy Cool Munde Fool             | Golu            |                                                          |
| 2013  | Lucky Di Unlucky Story            | Bunty           |                                                          |
| 2013  | Best of Luck                      | Servant Ballu   |                                                          |
| 2013  | Bhaji in Problem                  | Maninder        |                                                          |
| 2014  | Disco Singh                       | Baai            | nommé au PTC Punjabi Film Award du meilleur rôle comique |
| 2014  | Jatt James Bond                   | Sucha Singh     | avec Gippy Grewal                                        |
| 2014  | Double Di Trouble                 | Jain Saab       | avec Dharmendra                                          |
| 2014  | Goreya Nu Daffa Karo              | l'oncle de Kala | avec Amrinder Gill                                       |
| 2015  | Dildariyaan                       | un ami          |                                                          |
| 2015  | Oh Yaara Ainvayi Ainvayi Lut Gaya | avocat          |                                                          |
| 2015  | Second Hand Husband               | agent de police |                                                          |
| 2016  | Channo Kamli Yaar Di              | Jailli          | avec Binnu Dhillon                                       |
| 2016  | Ardaas                            | Shambhu Nath    |                                                          |
| 2016  | Ambarsariya                       | Dhaba Malak     |                                                          |
| 2016  | Vaisakhi List                     | TBA             |                                                          |
| 2016  | Bambukat                          | Friend          | avec Ammy Virk                                           |
| 2016  | Teshan                            | TBA             | avec Happy Raikoti                                       |
| 2016  | Main Teri Tu Mera                 | TBA             | avec Roshan Prince                                       |
| 2016  | Nikka Zaildar                     | Bhola           | avec Ammy Virk                                           |
| 2016  | Lock                              | TBA             |                                                          |
| 2017  | Manje Bistre                      | Saadu           | avec Gippy Grewal                                        |
| 2017  | Sardar Saab                       | Laddoo          |                                                          |
| 2017  | Jatt vs Jaat                      | TBA             | avec Amrinder Gill                                       |